# Bolborhachium tricavicolle
Bolborhachium tricavicolle är en skalbaggsart som beskrevs av Lea 1924. Bolborhachium tricavicolle ingår i släktet Bolborhachium och familjen Bolboceratidae. Inga underarter finns listade.